# جنوب الجزيرة العربية في الحرب العالمية الأولى
حملة جنوب الجزيرة العربية في الحرب العالمية الأولى هي صراع بسيط للسيطرة على مدينة عدن الساحلية، ويعد مينائها محطة مهمة للطرق البحرية من آسيا إلى قناة السويس. أعلنت الإمبراطورية البريطانية الحرب على الدولة العثمانية في 5 نوفمبر 1914، فرد العثمانيون بإعلان الجهاد [الإنجليزية] في 11 نوفمبر. وقد خطط العثمانيون منذ البداية لغزو محمية عدن البريطانية بالتعاون مع القبائل العربية المحلية. كان العثمانيون قد تمركزوا ببعض قواتهم على جبل الشيخ سعيد، وهي شبه جزيرة تمتد في البحر الأحمر باتجاه جزيرة بريم.
في بداية الحرب، كانت القوات البريطانية متمركزة فقط في محمية عدن وهو لواء عدن الذي هو جزء من جيش الهند البريطاني. وفي نوفمبر 1914 هاجمت قوة عثمانية من اليمن عدن، لكن اللواء صدها. على الرغم من توقف القتال في جنوب الجزيرة العربية فعليًا بعد يونيو 1916 إلا أن القوات العثمانية لم تستسلم حتى يناير 1919.

## الاستيلاء على الشيخ سعيد
طلب من اللواء الهندي التاسع والعشرون بقيادة العميد هـ ف كوكس الذي كان في طريقه من الهند إلى السويس، بقطع رحلته للاستيلاء على جبل الشيخ سعيد وتدمير الأعمال والأسلحة والآبار العثمانية هناك. في 10 نوفمبر 1914 وصلت ثلاث كتائب من اللواء الهندي 29 والكتيبة 23 من السيخ قبالة سواحل شبه الجزيرة. ورافقهم طراد مدرع الذي فتح النار على الدفاعات العثمانية بينما كان الإنجليز يبحثون عن مكان إنزال مناسب. ثبت أن النقطة التي اختيرت في البداية مستحيلة بسبب الطقس، وكان على القوات أن تهبط قليلًا تحت غطاء نيران الطراد. اقتحموا مواقع العثمانيين وأجبروهم على التراجع تاركين وراءهم مدافعهم الميدانية. وساعد فريق هدم بحري في 11 نوفمبر بتدمير التحصينات العثمانية. بعد أن أنجزت مهمتها عادت القوة البريطانية وواصلت طريقها إلى السويس. لم يكن من المستحسن في هذا الوقت دفع رحلة استكشافية إلى الداخل. لذلك احتفظ العثمانيون ببعض القوات على الحدود الشمالية لمحمية عدن.
بعد سبعة أشهر أعادوا احتلال الشيخ سعيد وحاولوا من هناك أن ينزلوا على الساحل الشمالي لبريم. صُد هذا الهجوم بنجاح من قبل حامية الجزيرة، كتيبة الرواد السيخ الثالثة والعشرون.

## محاولة الاستيلاء على جزر كمران
في 17 فبراير 1915 أرسل المقيم البريطاني في عدن العميد ويليام كروفورد والتون رسالة إلى حكومة الهند تفيد بأن المراكب الشراعية التي تحمل البرقيات والبريد والمال من جدة قد وصلت إلى المقر العثماني في اليمن، وأنه من الضروري إيقافها. اقترح احتلال كمران بـ 200 رجل من البوارج RMS Empress of Russia و RMS Empress of Asia و HMS Minto. حصل هذا على دعم الأميرالية والقائد العام للقوات المسلحة في بورسعيد - الذي رغب في استخدام كمران لتكون قاعدة بحرية للسفن الصغيرة - ومكتب الهند الذي أبلغ نائب الملك في الهند على النحو الواجب بإصدار الأوامر اللازمة. إلا أن نائب الملك اعترض خوفًا من أن لا يرضخ السكان المحليون على الأرجح، وأن الاحتلال قد يثير قلق الإدريسيين، ومن المرجح أن يساء فهمه من المسلمين، بالإضافة إلى أنه سيقلل من دفاعات عدن، في نفس اللحظة التي كان العثمانيون يتقدمون. وفي 3 مارس ألغى مكتب الهند الأمر، ولكن عندما أشارت المخابرات إلى أن بعض الألمان الذين تقطعت بهم السبل في مصوع في إريتريا الإيطالية عند اندلاع الحرب كانوا يحاولون الإبحار عبر البحر إلى شبه الجزيرة العربية، جدد المقيم طلبه لـ 200 رجل (7 مارس). ومرة أخرى رفض نائب الملك (11 مارس).

## الحملة البرية

### معركة لحج

#### سلطنة لحج

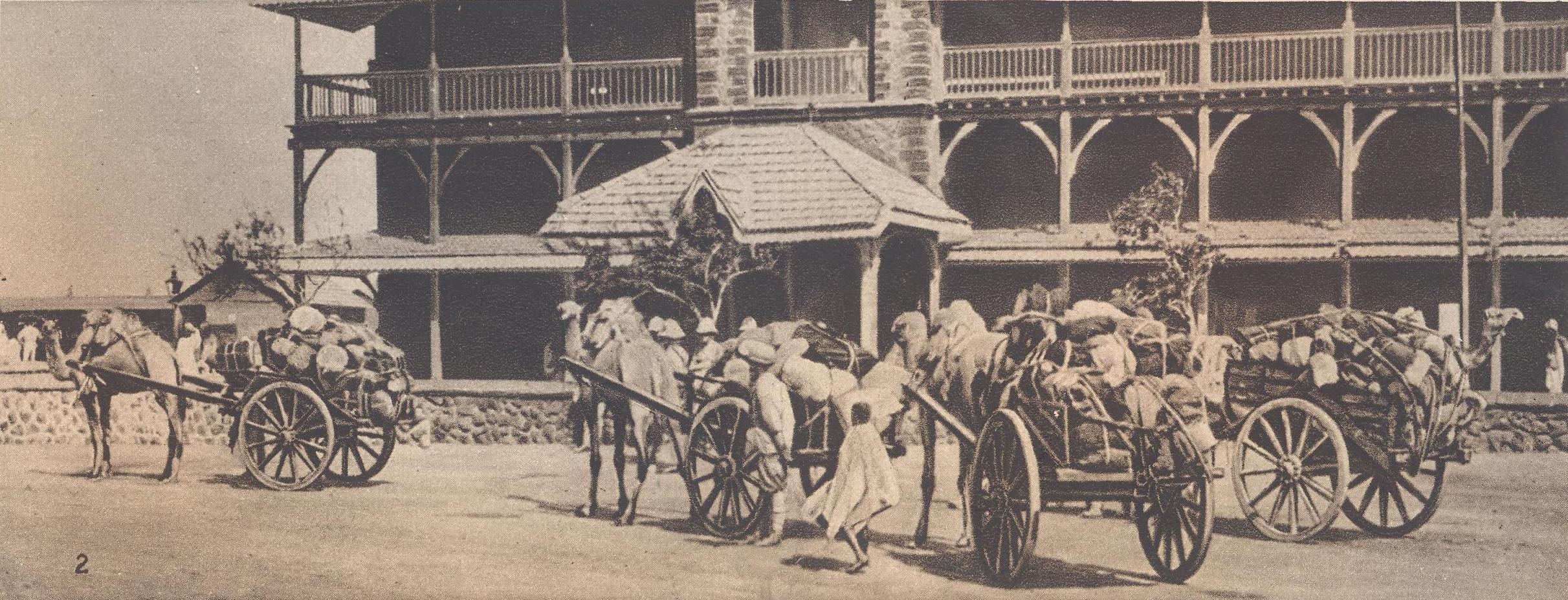
نقل الجيش البريطاني في عدن.

تعد لحج في ذلك الوقت إحدى أهم المدن في جنوب الجزيرة العربية وعاصمة سلطنة لحج العبدلي. وتقع في واحة، ومحاطة بسهل خصب والصحاري وراءها. وهي مركز تجاري بين مستعمرة عدن البريطانية والمناطق النائية، التي هي محميات الولايات الأميرية. قبل الحرب كانت العلاقات بين بريطانيا ولحج ودية، إذ دعم البريطانيون السلطان لاحتلال أرض معينة في الداخل وحمايته وشعبه الزراعي من قبائل الصحراء التي كثيرًا ما كانت تغزوهم. كتب المؤرخ البريطاني ف. أ. ماكنزي عن السلطان:
«تحت حمايتنا كان سلطان لحج مزدهرًا جدًا. تُعد مدينته، بقصرها ومشانقها -التي بُنيت للزخرفة بدلًا من الاستخدام- شرقيةً بحتة وخيولها الجميلة وجيشها الاستعراضي الصغير، وحركة مرورها المستمرة من الجمال والقوافل، وكأنها رؤية من ألف ليلة وليلة. عندما اندلعت الحرب أثبت السلطان العبدلي أن ولائه لبريطانيا حقيقي. على الرغم من أن القبائل الأخرى انقلبت ضدنا، فقد وقف إلى جانبنا واستعد لمساعدتنا. سرعان ما جعل نفسه موضع كراهية خاص للعثمانيين وللعديد من القبائل المحيطة بسبب صداقته الصريحة والثابتة لبريطانيا».

#### الحصار
في بداية يونيو 1915 ضعفت الحامية في عدن، نتيجة لإرسال بعض القوات البريطانية إلى جزيرتي كمران وفرسان وغيرهما من جزر البحر الأحمر، فاستغل العثمانيون ذلك وأرسلوا من شمال اليمن قوة قوامها 2000 جندي تركي و4000 جندي يمني، وفرقة مشتركة قوامها 3000 جندي عربي من الصبيحة (تعز) ويافع والحواشب، وأنزلوا معهم عشرة مدافع. وعبرت حدود المناطق النائية في عدن وتقدمت نحو لحج. فطلب سلطان لحج من القيادة البريطانية في عدن المساعدة، قائلا أن العثمانيين قدموا إلى ماوية لمهاجمتهم. فتشكلت في المدينة مما توفر من الجنود وحدة صغيرة سميت بـ «طابور عدن المتحرك» باتجاه لحج. واثناء ذلك احتل الأتراك الشيخ سعيد مرة أخرى.
وفي 13 يونيو قصفوا بريم وهاجموها في اليوم التالي. ولكن صمدت القوة الهندية المرابطة في الجزيرة أمام الهجوم، وألحقت بهم بعض الخسائر. بعد النجاح في بريم رأى العميد شو أنه من الضروري إرسال فرقة الجمال في عدن إلى لحج لمساعدة السلطان العبدلي الذي قضى الأتراك على قوته قضاءً شبه كامل. فوصلت تلك القوات إلى نوبة دكيم، فاكتشفت قوة عثمانية قوية خارج لحج، يدعمها عدد كبير من رجال القبائل العربية، فلقيت مالقيت قوات السلطان في لحج، فانسحبت لى لحج. وفي 3 يوليو خرج طابور عدن المتحرك لدعم تلك الفرقة، وعددهم مائتان وخمسون بندقية ومدفعين هاون. وكانت الظروف المناخية صعبة، فالحرارة شديدة، وكان هناك نقص كبير في المياه، والتقدم كان صعباً على الرمال. تأخرت البقية الباقية من الطابور بسبب صعوبات النقل ونقص المياه لدرجة أنه لم يصل لحج على الإطلاق.
وجد البريطانيون في عاصمة السلطان أنفسهم في مواجهة أربع كتائب عثمانية وعشرين مدفعية قدمت من ماوية والحجرية. بالإضافة إلى ذلك احتشد رجال القبائل العربية بالآلاف لمساعدة العثمانيين. كان البريطانيون مدعومين ببضعة مئات من رجال جيش سلطان لحج الأصلي. فهجرهم أتباع المعسكر العربي من مفرزة عدن في أكثر الأوقات حرجًا، وأخذوا معهم كل جمالهم. بدأ القتال مساء الأحد 4 يوليو. قامت القوات العثمانية بعدة هجمات ضد القوة البريطانية، لكن تم صدها جميعا. على الرغم من ثناء العميد شو على جهود المدفعية الملكية بعد المعركة، إلا أن المدفعية العثمانية المتفوقة أشعلت النيران في أجزاء مختلفة من لحج، وكان البريطانيون معرضين لخطر التطويق والعزل من رجال القبائل العربية. وعندما لم يصل طابور عدن الرئيسي بعد، انسحب البريطانيون في 5 يوليو مع إصابة ثلاثة ضباط بجروح، لم تكن الخسارة الرئيسية في الرجال بقدر ما كانت في الهيبة، فقد احتل العثمانيون لحج أما السلطان العبدلي فقد أصابته القوات البريطانية بالخطأ، ونقل إلى عدن حيث مات إثناء إجراء عملية جراحية له.

### الدعم من الهند

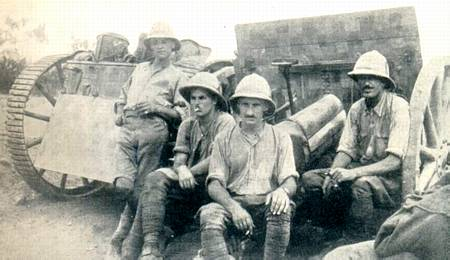
بعض جنود سرية المدفعية في الشيخ عثمان 1915

بعد كارثة لحج تراجعت القوة البريطانية إلى قرية الكور في أبين حيث لا زالت تعاني من التمرد والهروب بين أفرادها، ثم عادت إلى الشيخ عثمان الساعة 9:00 من صباح يوم 7 يوليو. فأتبعهم العثمانيون واحتلوا الشيخ عثمان، وهي بلدة تبعد حوالي ميلين عن ميناء عدن، وكان هذا المكان في السابق جزءًا من سلطنة لحج ضمن المحمية البريطانية. في تلك اللحظة كان العثمانيون قد سيطروا فعليًا على كل المناطق النائية المحيطة بعدن باستثناء المنطقة الملاصقة بالمستعمرة ذاتها. بلغ اليأس والضيق بعدن حدًا أن حاولت السلطات الاستعانة بـ 800 جندي فرنسي كانوا على متن سفينة وصلت عدن قادمة من مدغشقر، ولكن المحاولة لم تنجح.
قررت السلطات الهندية بقيادة القائد العام للقوات المسلحة بوشامب داف زيادة حامية عدن بعد «الانتصارات التركية اللاحقة». وأرسلت اللواء السير جورج يونغهازبند لقيادة لواء عدن، ووصل الدعم يوم 8 يوليو. وبعد أن أعيد تجهيز القوات البريطانية في خور مكسر هاجمت القوة العثمانية يوم 20 يوليو 1915 في الشيخ عثمان، وهزمتهم وطردتهم منها. قُتل وجُرح ما بين خمسين وستين جنديًا عثمانيًا، وأسر عدة مئات من الرجال معظمهم من رجال القبائل العربية. وأعقب هذا النجاح هجوم شنه رتل صغير على موقع عثماني بين لحج والشيخ عثمان في سبتمبر، فتم طرد العثمانيين من المكان. وبعدها خرج رتل تجاه الوهط، وفاجأت قوة قوامها سبعمائة عثماني وثماني مدافع يدعمها نحو ألف عربي. تم طرد العثمانيين إلى لحج، وسقطت الوهط والفيوش بيدهم بعد تلقيها المساعدة في البحر من الطراد إتش إم إس فيلوميل من القوات البحرية النيوزيلندية.

### جمود الموقف
تلا ذلك سلسلة من الاشتباكات والمناوشات الصغيرة بين العثمانيين والعرب والبريطانيين، وقد وجد البريطانيون أنه من المستحيل السيطرة على البلاد في الداخل. ففي أوائل 1916 ادعى العثمانيون أنهم أعادوا البريطانيين إلى عدن، وأنهم تراجعوا إلى نطاق تغطية النيران لسفنهم الحربية، حيث كانوا غير نشطين لبضعة أشهر. وفي يناير 1916 هاجمت القوات البريطانية قرية حتوم ولكنها لم تتمكن من الاستيلاء عليها إلا في نهاية السنة، يوم 7 ديسمبر، واحتلوا جابر أيضا. وفي 12 يناير جرى قتال بين رتل استطلاعي من حامية عدن وقوة عثمانية في حي الشيخ عثمان. كانت خسارة البريطانيين هي مقتل ضابط وخمسة وثلاثين جنديًا هنديًا، وجرح أربعة بريطانيين وخمسة وثلاثين هنديًا. وكانت خسائر العدو نحو مائتي قتيل وجريح. وقد انسحب الرتل بعد المعركة. وادعى العثمانيون رسميًا أنهم حققوا انتصارًا كبيرًا في القتال العنيف حول الشيخ عثمان وبئر أحمد. في يناير 1916 تحرك طابور عدن المتحرك لحماية قوات صديقة إلى الشرق من محمية عدن ضد القوات العثمانية التي تم إرسالها لإخضاعهم. وتمركزت القوة العثمانية بالقرب من صبر وهزمتها.

## نهاية الحملة في جنوب الجزيرة العربية
أدى اندلاع الثورة العربية التي رعتها بريطانيا في الحجاز إلى تحويل انتباه العثمانيين عن عدن في صيف 1916. وعادت القوات العثمانية الموجودة إلى الموقف الدفاعي، في حين بنى البريطانيون طوقًا دفاعيًا بطول 11 ميلًا حول عدن. لم يحاولوا استعادة الأراضي المفقودة في المناطق النائية، ولم يحدث قتال كبير مع البريطانيين بعد 1916. استمر العثمانيون في الاحتفاظ بأراضيهم في المحمية حتى هدنة مودروس في أكتوبر 1918 وتقسيم الدولة العثمانية بعد الحرب.
استسلمت آخر القوات العثمانية في اللحية (10 يناير 1919)، والحديدة (16 يناير) والشيخ سعيد (19 يناير).